# Johan Kraag

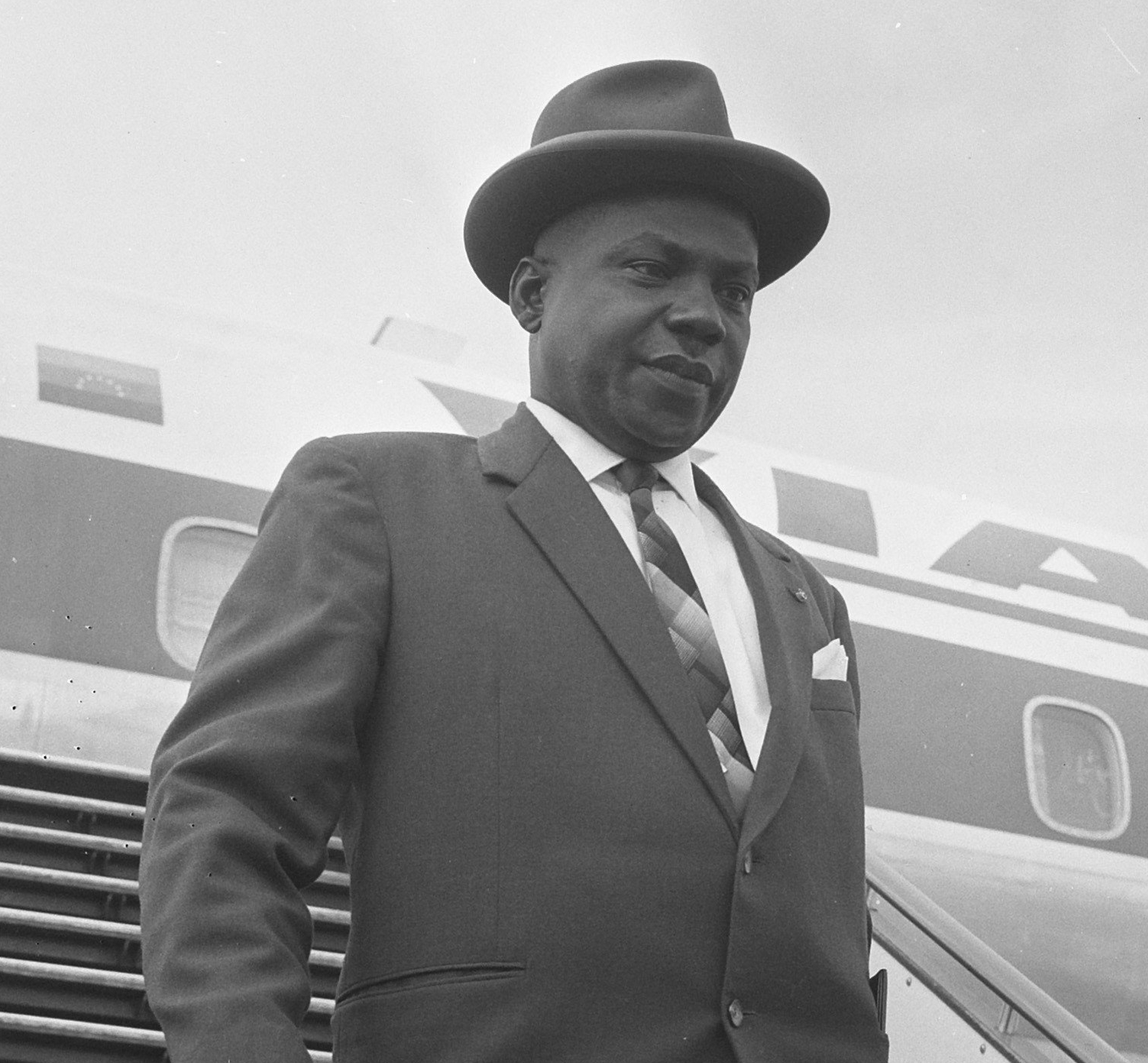
Johan Kraag

Johannes Samuel Petrus (Johan) Kraag (* 29. Juli 1913 in Hamilton, Coronie; † 24. Mai 1996) war Politiker und der 6. Staatspräsident von Suriname.
Kraag, Nachfolger von Ivan Graanoogst als Staatspräsident, war im Amt vom 29. Dezember 1990 bis zum 16. September 1991. Sein Nachfolger wurde Ronald Venetiaan.